# 바벨탑

대 피터르 브뤼헐의 바벨탑

바벨탑( - 塔, 히브리어: מִגְדַּל בָּבֶל Migdal Bavel, 영어: Tower of Babel)은 구약성경에 고대 바빌로니아 사람들이 건설했다고 기록되어 있는 탑이다. 창세기 11장에 그 이야기가 전해진다. 이 이야기는 인류가 쓰는 동일한 언어와 이에 따른 일종의 타락과 비극을 주제로 하고 있다.
유다 왕국 멸망으로 국민들(유대인)이 바빌로니아 제국에 포로로 끌려간 바빌론 유수 기간에, 바빌론의 에테멘앙키를 보고 영향을 받은 것으로 보인다. 에테멘앙키는 신전탑으로 페르시아의 침략에 의해 파괴되었으며, 건축 재료인 벽돌은 원형 경기장이나 교각 등 다른 건축물을 짓는데 이용되었다. "엔메르카르와 아라타의 군주"라는 신 수메르 시기(기원전 21세기)의 서사시는 엔메르카르의 치세 때 온 인류가 한 언어로 엔릴을 찬미하였지만 엔키가 나타나 인류의 언어를 다양하게 하였다는 이야기와 후대에 바빌론과 동일시된 도시인 에리두에 지구라트를 건축하였다는 이야기 때문에 성서 속 바벨탑 이야기의 원형이었을 것으로 추정되기도 한다. 이와 유사한 이야기는 히기누스(Hyginus)의 파불라에도 등장하는데, 이에 따르면, 온 인류가 한 언어로 제우스를 찬미하였으나 헤르메스가 인류의 언어를 다양하게 하였다고 한다. 독일인 학자 P. 슈나벨은 유사-유폴레무스(Pseudo-Eupolemus)의 인용문과 히기누스(Hyginus)의 파불라를 바탕으로 마르두크 신전의 창건에 관한 베로수스의 텍스트 개요를 재구성했는데, 이에 따르면, 홍수 후 마르두크가 사람들로 바빌론을 재건하고 에테멘앙키를 다시 짓게 하였을 때 나부가 온 인류로부터 한 언어로 찬미를 받는 마르두크를 질투하여 인류의 언어를 다양하게 하였다고 한다. 참고로, 마르두크와 나부는 헬레니즘 시대 때 각각 제우스와 헤르메스로 자주 식별되었다. 

## 어원
바벨탑 건설은 이스라엘인의 '바빌론 포로(기원전 586~538)'에서의 귀환은 이런 상황에서 이루어졌다.
고국에 귀환한 이스라엘인은 예루살렘에 성전을 재건하고, 모세의 율법을 엄격하게 지켜나가기로 다짐하였다. 페르시아 제국 아래서 야훼 신을 경배하는 민족적인 종교로 형성된 것이 유대교로서, 그때부터 그들은 '유대인'이라고 불리게 되었다.
바벨은 히브리어로 '혼돈'이란 뜻이라고 성경에 나타나 있다. 그러나 bab(문)와 el(신)의 합성어라는 견해도 있다.

## 성경의 기록
온 세상이 한 가지 말을 쓰고 있었다. 물론 낱말도 같았다. 사람들은 동쪽으로 옮아 오다가 시날 지방 한 들판에 이르러 거기 자리를 잡고는 의논하였다. "어서 벽돌을 빚어 불에 단단히 구워내자." 이리하여 사람들은 돌 대신에 벽돌을 쓰고, 흙 대신에 역청을 쓰게 되었다. 또 사람들은 의논하였다. "어서 도시를 세우고 그 가운데 꼭대기가 하늘에 닿게 탑을 쌓아 우리 이름을 날려 사방으로 흩어지지 않도록 하자." 야훼께서 땅에 내려 오시어 사람들이 이렇게 세운 도시와 탑을 보시고 생각하셨다. "사람들이 한 종족이라 말이 같아서 안 되겠구나. 이것은 사람들이 하려는 일의 시작에 지나지 않겠지. 앞으로 하려고만 하면 못할 일이 없겠구나. 당장 땅에 내려 가서 사람들이 쓰는 말을 뒤섞어 놓아 서로 알아듣지 못하게 해야겠다." 야훼께서는 사람들을 거기에서 온 땅으로 흩으셨다. 그리하여 사람들은 도시를 세우던 일을 그만두었다. 야훼께서 온 세상의 말을 거기에서 뒤섞어 놓아 사람들을 흩으셨다고 해서 그 도시의 이름을 바벨이라고 불렀다.— 창세기 11장 1-9절 (공동번역)

## 문학에 등장한 '바벨'
- 테드 창의 소설 '바벨론의 탑'은 이 탑을 모티브로 지어진 소설이다.
- 《은하수를 여행하는 히치하이커를 위한 안내서》에는 바벨 피쉬(Babel Fish)라는 것이 등장한다. 이것은 사람의 뇌 속에서 헤엄치며 살 수 있는 작은 물고기이다. 이 물고기는 말하는 사람의 뇌파를 식량으로 하고, 그것의 배설물을 청자의 뇌 속에 배설한다. 즉, 바벨 피쉬를 뇌 속에 넣고 다니는 사람은 어떤 종족의 언어든 해독할 수 있는 능력을 획득하게 된다.

## 같이 보기
- 구약성경
- 바빌로니아
- 네부카드네자르(느부갓네살)

## 참조문헌
- 세계사 다이제스트 100, 김희보(2010판), 가람기획
- 「이인식의 세계신화여행」, 누가 바벨탑을 쌓았는가, 이인식 저 갤리온(2008판)